# Maria Thayer
Maria Thayer (Portland, Oregón, 30 de octubre de 1975) es una actriz estadounidense. Es más conocida por sus papeles como Wyoma en Olvidando a Sarah Marshall, Rory en Aceptado y Tammi Littlenut en Strangers with Candy. En Olvidando a Sarah Marshall interpreta a una mormona recién casada viviendo su luna de miel con su esposo, interpretado por Jack McBrayer. 
Thayer y McBrayer se reunieron en un episodio de la serie 30 Rock. Además, interpretó en el final de la serie Will & Grace el papel de la hija de 18 años de los actores Grace y Leo, en el 2006, de nombre Lila.
También apareció en la película State of Play como Sonia Baker, la investigadora y ama de llaves del congresista interpretado por Ben Affleck.

## Filmografía
| Año       | Título                               | Rol                      | Notas                                                                       |
| --------- | ------------------------------------ | ------------------------ | --------------------------------------------------------------------------- |
| 1999      | Kimberly                             | Louise                   |                                                                             |
| 1999–2000 | Strangers with Candy                 | Tammi Littlenut          | 14 episodios                                                                |
| 2001      | Big Apple                            | Rosemary                 | 3 episodios                                                                 |
| 2001      | Storytelling                         | Amy                      | Segmento: "Fiction"                                                         |
| 2001      | The Education of Max Bickford        | Tina                     | Episodio: "Herding Cats"                                                    |
| 2003      | Miss Match                           | Chelsea                  | Episodio: "Pilot"                                                           |
| 2003      | Law & Order: Criminal Intent         | Claire Brody             | Episodio: "A Murderer Among Us"                                             |
| 2004      | Comedy Lab                           | Jill                     | Episodio: "12:21"                                                           |
| 2005      | Strangers with Candy                 | Tammi Littlenut          |                                                                             |
| 2005      | Hitch                                | Lisa                     |                                                                             |
| 2005      | Scratch                              |                          | Cortometraje                                                                |
| 2005      | Romancing the Bride                  | Kimmy                    | Película para televisión                                                    |
| 2006      | Will & Grace                         | Lila                     | Episodio: "The Finale"                                                      |
| 2006      | Accepted                             | Rory Thayer              |                                                                             |
| 2006      | The Colbert Report                   | Jenny (voz)              | Episodio: "Will Power"                                                      |
| 2006      | Nip/Tuck                             | Consultora de trasplante | Episodio: "Burt Landau"                                                     |
| 2006      | Law & Order: Special Victims Unit    | Hope                     | Episodio: "Infiltrated"                                                     |
| 2008      | Forgetting Sarah Marshall            | Wyoma                    |                                                                             |
| 2008      | Lipstick Jungle                      | Cassidy                  | Episodio: "The Lyin', the Bitch and the Wardrobe" Episodio: "Bye, Bye Baby" |
| 2009      | 30 Rock                              | Jennifer Rogers          | Episodio: "St. Valentine's Day"                                             |
| 2009      | State of Play                        | Sonia Baker              |                                                                             |
| 2009      | House                                | Annie                    | Episodio: "Both Sides Now"                                                  |
| 2010      | Important Things with Demetri Martin | Edith                    | Episodio: "Strategy"                                                        |
| 2011      | Eagleheart                           | Susie Wagner             | 12 episodios                                                                |
| 2011      | Let Go                               | Beth                     |                                                                             |
| 2011      | Traffic Light                        | Esme                     | Temporada 1, episodio 4                                                     |
| 2015      | Night of the living Deb              | Deb Clarington           |                                                                             |
| 2016      | Those Who Can't                      |                          | Protagonista                                                                |

| Año  | Título            | Rol          | Teatro               |
| ---- | ----------------- | ------------ | -------------------- |
| 2002 | Necessary Targets | Nuna         | Variety Arts Theatre |
| 2002 | Endpapers         | Sara Maynard | Variety Arts Theatre |